# What's It Gonna Take
«What's It Gonna Take» es una canción del cantante hawaiano Glenn Medeiros que fue publicada como sencillo en 1988 y que fue incluida en el álbum debut Glenn Medeiros.

## Lista de canciones
7" single Mercury 870 001-7, Países Bajos 1987
1. "What's It Gonna Take" — 3:30
2. "You Left The Loneliest Heart" — 3:52

12" single Mercury 870 001-1, Países Bajos 1987
1. "What's It Gonna Take" — 3:30
2. "Nothing's Gonna Change My Love For You" - 3:46
3. "You Left The Loneliest Heart" — 3:52